# ТКБ-022
ТКБ-022 (від рос. Тульское Конструкторское Бюро) — серія радянських експериментальних автоматів компонування буллпап, розроблених Г. О. Коробовим в 1960-х роках в ЦКИБ СОО. Автомати не були прийняті на озброєння через деякі суперечливі конструкторські рішення: пластиковий корпус, що значно знижував масу, але не відрізнявся високою міцністю, центр ваги, що був сильно зміщений назад через компонування буллпап і невелику довжину, та надмірна новизна, що лякала консервативне військове керівництво.

## Варіанти
- ТКБ-022 № 1, № 2 і № З — автомати, створені в 1961у за пістолетною схемою (відстібний магазин замінював собою пістолетну рукоятку). Автоматика заснована на відводі порохових газів з каналу ствола, замикання здійснюється поворотом затвора. При проведенні вогневих випробувань з даного автомата було здійснено 13350 пострілів без затримок із прототипу № 1 і 3036 пострілів з прототипу № 3, при цьому купчастість стрільби не поступалася АКМ.
- ТКБ-022П № 1, № 2 і № З — автомати, створені в 1962 році за компонуванні буллпап. У конструкції широко використовувалися пластмаси. По купчастості автомати також не поступалися АКМ.
- ТКБ-022ПМ № 1 і № 2 — модернізація ТКБ-022П з метою підвищення купчастості стрільби з нестійких положень. За цим параметром ТКБ-022ПМ перевершував АКМ в три рази. Для забезпечення належного зручності стрільби як шульгами, так і правшами викид стріляних гільз здійснювався біля дульного зрізу. Новий варіант відрізнявся також оригінальною конструкцією затвора і можливістю установки дулової насадки для метання гвинтівкових гранат. Запобіжник-перемикач режимів ведення вогню розташований ліворуч над пістолетною рукояткою.
- ТКБ-022ПМ5 № 1 — варіант ТКБ-022ПМ під патрон 5,6 × 39 мм. Автомат перевершував АКМ і за стрільби з положення лежачи з руки на дальності 100 м.